# Маза и Луња
Маза и Луња (енгл. Lady and the Tramp) је амерички анимирани филм из 1955. године. Ово је 15. дугометражни цртани филм рађен у продукцији компаније Волт Дизни. Наставак под називом Маза и Луња 2: Шврћина пустоловина објављен је 2001. године.

## Радња
Једне зимске вечери, Џим Дир даје својој жени Дарлинг штене енглеског кокер шпанијела по имену Леди/Маза. Маза брзо постаје члан породице, упознаје се са комшијским псима - шкотским теријером Џоком и бладхаундом Трасти, а шест месеци касније добија своју прву огрлицу са бројем - за пса „лична карта”.
На другом крају града, у близини железничке станице, испод водоторња, живи Трамп/Луња - обичан пас бескућник. Једног јутра сазнаје да је у граду почео лов на псе луталице, а двојица његових пријатеља су већ ухваћена. Не без тешкоћа, успева да их ослободи и сакрије од прогона – тако доспева у „богату” четврт, у којој упознаје Мазу. И тако почиње њихова тешка љубавна прича, пуна авантура и изненађења.

## Улоге
| Глумац        | Улога                             |
| ------------- | --------------------------------- |
| Барбара Лади  | Маза                              |
| Лари Робертс  | Луња                              |
| Пеги Ли       | Дарлинг, Си и Ам, Пег             |
| Бил Томпсон   | Џок, Булдог, Полицајац, Дакси, Џо |
| Бил Боком     | Трасти                            |
| Стен Фриберг  | Дабар                             |
| Верна Фелтон  | Тетка Сара                        |
| Алан Рид      | Борис                             |
| Џорџ Гиво     | Тони                              |
| Далас Макенон | Тафи, Професор, Педро             |
| Ли Милар      | Џим Дир, Шинтер                   |
| Меломени      | Псећи хор                         |